# Fatima Begum
Pour les articles homonymes, voir Fatima et Bégum.
Fatima Begum, parfois orthographié Fatma Begum, née en 1892 et morte en 1983, est une actrice, réalisatrice et scénariste indienne. Elle est surtout connue pour être une véritable pionnière en étant la première femme productrice, réalisatrice et scénariste du cinéma indien. Actrice elle-même, elle est aussi la mère de Zubeida et Sultana, deux vedettes de l'écran.

## Biographie
Fatima Begum ou Begum Fatima Sultana, est née en 1892. Certains historiens la disent actrice sous le nom de Sultana dans la compagnie de théâtre parsi Alfred à Calcutta, d'autres issue de la courtisanerie,. Elle serait la sœur de Putli Bai, la mère de Gohar. Au début des années 1910, Fatima Begum a trois filles avec le nawab de la principauté de Sachin, Ibrahim-Mohammed-Yakut Khan III, sans qu'un contrat de mariage ait été établi,. Le nawab ne les reconnait pas et elles ne prendront pas part à la succession princière. Sultana, Zubeida et Shehzadi seront toutes les trois comme leur mère actrices de cinéma.    

### Débuts au cinéma
Elle fait ses débuts au cinéma en 1922 dans Veer Abhimanyu de Manilal Joshi. À 30 ans, elle joue le rôle de Subhadra, la sœur de Krishna et mère d'Abhimanyu, dans une épopée à gros budget inspirée du Mahabharata. Sa fille Sultana fait également ses débuts dans ce film en incarnant Uttara, la femme d'Abhimanyu. Cette première production d'Ardeshir Irani pour son nouveau studio Star Films est un grand succès.          
Deux ans plus tard, elle participe à Gul-e-Bakavali, une des premières fantaisies orientales du cinéma indien. Ses filles Sultana et Zubeida sont également à l'affiche de cette superproduction sophistiquée qui marque les esprits. C'est aussi le cas dans le spectaculaire Prithvi Vallabh qui sort la même année, et où Fatima Begum tient le rôle féminin principal qui sera repris par Durga Khote dans la version de Sohrab Modi en 1943. Toujours en 1924, la mère et ses deux filles sont encore réunies dans Sati Sardarba, la première production du studio Saraswati Film. Enfin, Fatima Begum et Sultana jouent dans Kali Naag, probablement le premier film indien basé sur un fait-divers sanglant. Tous ces films sont des réussites commerciales qui établissent la renommée des trois femmes.          
Fatima Begum accède au premier rôle à 33 ans dans Mumbai ni Mohini de Nanubhai Desai, un des quatre films dans lesquels elle joue en 1925. Elle y interprète Mohini, une femme fatale occidentalisée qui trompe son riche époux puis complote avec son amant pour le voler et le tuer. Elle joue encore en 1926 dans trois films dont Khubsurat Bala qui est un des succès de Krishna Films nouvellement créé.          

### Fatma Film Company
En parallèle de sa carrière d'actrice, elle fonde en 1925 sa propre société de production Fatma Film Company, devenant la première productrice du cinéma indien. Sous cette bannière, elle écrit et réalise en 1926 Bulbul-e-Paristan, une fantaisie orientale en costume ambitieuse assortie d'effets spéciaux. Elle devient probablement à cette occasion la première indienne scénariste et réalisatrice de cinéma. Si elle ne joue pas elle-même dans ce film, Zubeida et Shehzadi en sont les vedettes.
Sa société de production change de nom en 1928 pour devenir Victoria Fatma Film. Fatma Begum produit et réalise alors six films en 1928 et 1929 dans lesquels en général elle joue, souvent accompagnée de ses filles. Elle met ainsi en scène en 1928 la première adaptation cinématographique du poème punjabi Heer Ranjah avec Zubeida dans le rôle de Heer. Les trois sœurs sont réunies pour la première fois dans Kanak Tara qui sort en 1929. 
À l'exception de Nasib Ni Devi, tous les films réalisés par Fatima Begum évoquent des thèmes orientaux en costume. Les spectateurs ne se précipitent pas suffisamment dans les salles et Victoria Fatma Film ferme ses portes en 1929.

### Carrière tardive
Elle reprend sa carrière d'actrice en 1934 essentiellement sous la direction de N.G. Devare. Puis après une nouvelle pause, elle quitte définitivement la scène en 1938 avec Duniya Kya Hai de G.P. Pawar. Aucun de ses derniers films n'a laissé de trace. 
Fatima Begum meurt en 1983 à 91 ans.

## Filmographie

### Comme réalisatrice
- 1926 : Bulbul-e-Paristan
- 1927 : Goddess of Love (?)[note 6]
- 1928 : Chandravali / The Crown of Virtue / Taje Neki
- 1928 : Heer Ranjah
- 1929 : Kanak Tara
- 1929 : Milan Dinar / Prem Ni Kasoti
- 1929 : Nasib Ni Devi / Goddess of Luck
- 1929 : Shakuntala (sorti à nouveau en 1933)

### Comme actrice
- 1922 : Veer Abhimanyu / Virat Swaroop de Manilal Joshi
- 1923 : Sati-Ka-Shaap / Silent Curse / Satino Shap de Manilal Joshi
- 1924 : Gul-e-Bakavali de Kanjibhai Rathod
- 1924 : Kala Nag / Triumph of Justice / Kaliyug Ki Sati de Kanjibhai Rathod
- 1924 : Prithvi Vallabh / The Lord Of Love And Power de Manilal Joshi
- 1924 : Sati Sardarba de Nanubhai Desai
- 1925 : Devdasi / The Bride Of God / Temple Maid de Manilal Joshi
- 1925 : Gaud Bangal / Magician of Bengal de K.P. Bhave
- 1925 : Mumbai Ni Mohini / Social Pirates, Night Side of Bombay de Nanubhai Desai
- 1925 : Naharsingh Daku de B.P. Mishra
- 1926 : Indrajal / Missing Bracelet / Swarga Kankan de B.P. Mishra
- 1926 : Khubsurat Bala / Society Butterfly de Kanjibhai Rathod
- 1926 : Panna Ratna / Jewel Of Mewar de Harshadrai Mehta
- 1927 : Goddess of Love de Fatima Begum (?)[note 6]
- 1928 : Chandravali / The Crown of Virtue / Taje Neki de Fatima Begum
- 1928 : Heer Ranjah de Fatima Begum
- 1929 : Kanak Tara de Fatima Begum
- 1929 : Maha Sunder
- 1929 : Milan Dinar / Prem Ni Kasoti de Fatima Begum
- 1929 : Nasib Ni Devi / Goddess of Luck de Fatima Begum
- 1929 : Shahi Chor / Wonderful Prince de Jani Babu[note 7]
- 1929 : Shakuntala de Fatima Begum (le film fut certifié à nouveau en 1933)
- 1934 : Neki Ka Taj de N.G. Devare
- 1934 : Sant Tulsidas de N.G. Devare
- 1934 : Seva Sadan  / Bazaar-e-Husn de Nanubhai Vakil
- 1935 : Rang Bhoomi de N.G. Deware
- 1937 : Punjab Lancers de Homi Master et N.G. Deware
- 1938 : Duniya Kya Hai de G.P. Pawar